# C
 Ovo je glavno značenje pojma C. Za ostala značenja pogledajte C (razdvojba).
C je 3. slovo hrvatske abecede. Označava bezvučni alveolarni afrikatni suglasnik. Također je:
- rimski broj 100
- u računarstvu oznaka za programske jezike C, C++ i C sharp
- u fizici oznaka za brzinu svjetlosti u vakuumu
- u kemiji znak za ugljik
- u SI sustavu znak za jedinicu električnog naboja kulon (C) i prefiks centi (1/100, c)
- u SI sustavu mjerna jedinica za temperaturu (°C)
- međunarodna automobilska oznaka za Kubu

## Povijest
Oblik slova „C” razvijao se tijekom povijesti:
| Proto-semitsko C | Feničko gimel |                                 | Grčko gama | Etruščansko C | Rimsko C |
| Proto-semitsko C | Feničko gimel | Dvije varijante ranogrčkog gama | Grčko gama | Etruščansko C | Rimsko C |